# Francis D. Lyon
Pour les articles homonymes, voir Lyon (homonymie).
Francis D. Lyon est un réalisateur, monteur et producteur américain né le 29 juillet 1905 à Bowbells (Dakota du Nord) et mort le 8 octobre 1996 à Green Valley (Arizona).

## Filmographie

### Comme réalisateur
- 1953 : Crazylegs
- 1954 : The Bob Mathias Story (en)
- 1955 : The Adventures of Spin and Marty (série TV)
- 1955 : Cult of the Cobra
- 1956 : L'Infernale Poursuite (The Great Locomotive Chase)
- 1957 : The Oklahoman
- 1957 : Bailout at 43,000
- 1957 : Gunsight Ridge
- 1958 : South Seas Adventure
- 1958 : Escorte pour l'Oregon (en) (Escort West)
- 1961 : Tomboy and the Champ (en)
- 1963 : The Young and the Brave (en)
- 1966 : Destination Inner Space (en)
- 1966 : Castle of Evil (it)
- 1968 : The Destructors (en)
- 1968 : The Money Jungle (en)
- 1969 : The Girl Who Knew Too Much (en)

### Comme monteur
- 1932 : Hypnotized de Mack Sennett
- 1935 : Moscow Nights d'Anthony Asquith
- 1936 : Les Mondes futurs (Things to Come) de William Cameron Menzies
- 1936 : Rembrandt d'Alexander Korda
- 1937 : Smash and Grab (en) de Tim Whelan
- 1937 : Le Chevalier sans armure (Knight Without Armour) de Jacques Feyder
- 1939 : Intermezzo ou La Rançon du Bonheur (Intermezzo: A Love Story) de Gregory Ratoff
- 1939 : Dîner d'affaires (Daytime wife) de Gregory Ratoff
- 1940 : Tanya l'aventurière (I Was an Adventuress) de 	Gregory Ratoff
- 1940 : The Great Profile de Walter Lang
- 1941 : La Famille Stoddard (Adam Had Four Sons) de Gregory Ratoff
- 1941 : La Rose blanche (The Men in Her Life) de Gregory Ratoff
- 1942 : Twin Beds (en) de Tim Whelan
- 1948 : L'Impitoyable (Ruthless) d'Edgar George Ulmer
- 1950 : Dakota Lil (it) de Lesley Selander
- 1951 : L'épée de Monte-Cristo (en) (The Sword of Monte Cristo) de Maurice Geraghty
- 1951 : La Première Légion (The First legion) de Douglas Sirk
- 1951 : Menaces dans la nuit (He Ran All the Way) de John Berry
- 1951 : The Basketball Fix (en) de Felix E. Feist
- 1951 : Bride of the Gorilla de Curt Siodmak
- 1952 : The Bushwhackers de Rodney Amateau
- 1952 : Red Planet Mars de Harry Horner

### Comme producteur
- 1968 : Tiger by the Tail de R. G. Springsteen.

### Comme acteur
- 1932 : Hypnotized de Mack Sennett : Man on bot.